# Britney Young
Britney Young (* in Tokio, Japan) ist eine US-amerikanische Schauspielerin.

## Leben
Obwohl Britney Young in der japanischen Hauptstadt Tokio geboren wurde, wuchs sie in Eagle River im US-Bundesstaat Alaska auf. Am bekanntesten ist sie für ihre Rolle der Wrestlerin Carmen Wade aka „Machu Picchu“ in der Netflix-Serie GLOW. Bevor sie ihre Berufung als Schauspielerin fand, war sie für mehrere Filme als Produktions-Sekretärin tätig, unter anderem für SpongeBob Schwammkopf 3D.

## Filmografie (Auswahl)
- 2016: Crazy Ex-Girlfriend (Fernsehserie, Episode 1x10)
- 2016: Better Things (Fernsehserie, Episode 1x02)
- 2016: Those Who Can’t (Fernsehserie, 7 Episoden)
- 2017–2019: GLOW (Fernsehserie)
- 2018: The Quest – Die Serie (The Librarians, Fernsehserie, Episode 4x10)